# Hannah Modigh
Hannah Ewa Sofia Modigh, född 11 april 1980 i Stockholm, är en svensk fotograf. Hennes far arbetade för Unicef så hon varvade stora delar av sin barndom mellan Indien, Österlen och Stockholm. Hon började fotografera vid 13 års ålder när hon fick överta sin mors systemkamera. Hon har bland annat studerat foto på den danska fotokonstskolan Fatamorgana och yrkeshögskoleutbildningen Nordens fotoskola i Bålsta.
Hannah Modigh skildrar ofta människor på utsatta platser och försöker göra det genom att komma dem nära. Hon försöker samtidigt göra bilderna sköra och vackra för att förstärka utsattheten som upptäcks efter en närmare granskning. Hon fick TT:s Fotostipendium 2008 och har i tre projekt besökt USA. Hennes första fotobok Hillbilly heroin, honey utkom 2010 och fick Svenska fotobokspriset för bilderna från St. Charles i Virginia, med dess nedlagda kolgruva. En av bilderna från den sviten utsågs till bästa enskilda porträtt i bildbyrån Magnums pristävling The Magnum and LensCulture Photography Awards 2016. Hennes andra bok, Sunday mornin' comin' down, skildrade manliga prostituerade i San Francisco och gavs ut 2012. År 2016 gav hon ut Hurricane season som visar människorna och segregationen i det ofta orkandrabbade södra Louisiana. Hurricane season har bland annat prisats med Lars Tunbjörk-priset.
Före den tredje boken om USA genomförde Hannah Modig projektet The Milky Way med bilder tagna på barn och tonåringar i Österlen. I boken försöker hon fånga tiden när människan står mittemellan barndom och vuxenliv och sökandet efter identitet och starka känslor. För projektet fick hon TT:s stora fotopris 2013 och året efter kom fotoboken om projektet ut.